# ミーン・ガールズ
『ミーン・ガールズ』（原題: Mean Girls）は、2004年のアメリカ合衆国の映画。リンジー・ローハン主演の学園コメディ。保護者指導教員であるロザリンド・ワイズマンのノンフィクション『女の子って、どうして傷つけあうの?』（原題: Queen Bees and Wannabes）が原作となっている。
2023年にはリンジー、アマンダ・セイフライド、レイシー・シャベール、ダニエル・フランゼーゼ、ラジブ・スレンドラが映画のその後をパロディ的に演じたウォルマートのCMが放映された。

## あらすじ
動物学者の両親を持つケイディは、生まれてからアフリカで暮らしていたが、16歳になって米国イリノイ州のエバンストンに引っ越してきた。アフリカ滞在中はホームスクーリングを受けていた。入学後すぐにジャニスとダミアンという友人が出来るも、ケイディは戸惑うばかり。
そんなある時、同級生レジーナをクイーンとする人気グループ"Plastics"に気に入られる。

## キャスト
| 役名                                 | 俳優                     | 日本語吹替   |
| ------------------------------------ | ------------------------ | ------------ |
| ケイディ・ヘロン （Cady Heron）      | リンジー・ローハン       | 小笠原亜里沙 |
| レジーナ・ジョージ （Regina George） | レイチェル・マクアダムス | 柳沢真由美   |
| カレン・スミス                       | アマンダ・セイフライド   | 神田朱未     |
| グレッチェン・ウィンナース           | レイシー・シャベール     | 伊藤亜矢子   |
| ベッツィ・ヘロン                     | アナ・ガステヤー         | 竹村叔子     |
| シャーロン・ノーバリー先生           | ティナ・フェイ           | 深見梨加     |
| ロン・デュバル校長                   | ティム・メドウス         | 山野井仁     |
| ジャニス・イアン                     | リジー・キャプラン       | 本田貴子     |
| ダミアン・ライ                       | ダニエル・フランゼーゼ   | 斉藤瑞樹     |
| アーロン・サミュエルズ               | ジョナサン・ベネット     | 竹若拓磨     |
| ジューン・ジョージ夫人               | エイミー・ポーラー       | 宮寺智子     |
| チップ・ヘロン                       | ニール・フリン           | 加藤亮夫     |
| ジェイソン                           | ダニエル・デサント       | 駒谷昌男     |
| ケビン・グナポー                     | ラジブ・スレンドラ       | 鶴博幸       |
| コーチ・カー                         | ドウェイン・ヒル         | 遠藤純一     |
| リー・エドワーズ                     | アリシャ・モリソン       | 沢口千恵     |
| トラン・パク                         | カイ・ファム             | 大野エリ     |
| イリー・イラーナ                     | イラーナ・シリング       | 永田亮子     |
| クリスティン・ハドレー               | モリー・シャナハン       | 大鐘則子     |
| エマ・ゲルバー                       | ジャン・カルアーナ       | 水本有香     |
| アンバー・ダレッシオ                 | ジュリア・シャントレー   | 八木かおり   |
| ベサニー・バード                     | ステファニー・ドラモンド | 石井行       |
| シェーン・オーマン                   | ディエゴ・クラテンホフ   | 星野貴紀     |
| ティム・パク                         | ワイ・チョイ             | 田中一永     |

### 日本語版制作スタッフ
- 演出：佐々木由香
- 翻訳：岩本令
- 制作：東北新社

## ミュージカル版
本映画を基にしたミュージカルが、2018年にブロードウェイで開幕した。日本では生田絵梨花主演で2023年1月に開幕した。

### 日本でのミュージカルのキャスト
| 役名                           | 俳優       |
| ------------------------------ | ---------- |
| ケイディ・ヘロン               | 生田絵梨花 |
| ジャニス                       | 田村芽実   |
| レジーナ・ジョージ             | 石田ニコル |
| ダミアン                       | 内藤大希   |
| グレッチェン                   | 松原凜子   |
| カレン・スミス                 | 松田るか   |
| アーロン                       | 小野塚勇人 |
| ケヴィン                       | 中谷優心   |
| デュバル校長                   | 黒須洋嗣   |
| ノーバリー先生・ミセスジョージ | 壮一帆     |